# Idealo
Idealo (Eigenschreibweise: idealo) ist ein deutsches Online-Preisvergleichsportal. Die betreibende Idealo Internet GmbH hat ihren Unternehmenssitz in Berlin-Mitte.

## Idealo Internet GmbH
Das Unternehmen wurde von Martin Sinner, Albrecht von Sonntag, Christian Habermehl und anderen im Jahr 2000 in Berlin gegründet. Dies geschah mit 150.000 Euro Eigenkapital und 350.000 Euro aus einem KfW-Darlehen. In den ersten Jahren bot das Portal überwiegend Produkte aus dem Bereich Consumer Electronics an, mittlerweile gehören auch Haushaltswaren, Gartengeräte, Freizeit- und Wellnessartikel sowie Kfz-Teile zum Sortiment. Im Juli 2006 übernahm die Axel Springer AG 74,9 % der Idealo Internet GmbH. Im Jahr 2021 beschäftigte das Unternehmen 1100 festangestellte Mitarbeiter am Sitz in Berlin-Mitte.
Im März 2025 wurde verkündet, dass Gründer Martin Sinner von der Geschäftsführung zurücktritt. Dem war ein Bericht vorangegangen, dass Sinner im Unternehmen ein "Klima der Angst" geschaffen habe. Mit ihm verlässt auch der Co-CEO Maxim Nohroudi das Unternehmen, der erst seit Februar 2024 der Geschäftsführung angehörte. Seit April 2025 sind Jörn Rehse und Mark Dekan Geschäftsführer.
Idealo ist in Frankreich, Großbritannien, Italien, Österreich und Spanien mit einem Portal vertreten. Zudem bietet das Unternehmen Services zum Flugpreisvergleich an. Die Flugsuchmaschine flug.idealo.de ist in 15 Ländern verfügbar (Stand Januar 2015). Seit 2011 gibt es entsprechende Apps für Apple iOS und Android.

## Struktur und Funktionsprinzip
Nutzer können ein bestimmtes Produkt suchen, oder eine Produktkategorie nach Eigenschaften filtern. Zu Produkten werden Testergebnisse, Nutzermeinungen, Preisverlauf und Datenblätter zur Verfügung gestellt. Idealo erstellte anfangs seine Datenbank durch automatisches Durchsuchen der Händler-Webseiten, sowie durch CSV-Dateien. Mittlerweile nur noch durch CSV- oder XML-Dateien, welche von den Händlern zur Verfügung gestellt werden.
Der Produkt-Preisvergleich umfasst 220 Millionen Angebote von 39.000 Händlern. Die von den Shops gelieferten Daten werden durch die idealo Datenredaktion um technische Details, Testurteile, Bilder und Videos erweitert und auf der Seite dargestellt.
Um dem Nutzer zusätzliche Informationen und Kriterien zur Kaufentscheidung zu bieten, bildet idealo auch Versandkosten, Zahlungsoptionen, Liefer- und Retourenbedingungen, Rezensionen sowie Shop-Siegel und Zertifikate ab. Die Produkte werden standardmäßig nach Popularität sortiert, können aber auch nach Preisen, Lieferzeiten und Rücksendekosten gefiltert werden. Dabei wird der günstigste Gesamtpreis hervorgehoben dargestellt. Auch gebrauchte Waren können über die Plattform gefunden werden. Diese werden allerdings gesondert ausgezeichnet, damit keine Verzerrung der Preise stattfindet.
Idealo hat bis zum 31. Dezember 2022 die Möglichkeit geboten, Produkte über die Checkout-Funktion zu bestellen. Der Verkauf fand dabei über den Onlineshop statt, idealo übernahm dabei jedoch die Kommunikation und die Datenübermittlung. Dieser Service wurde zum Ende des Jahres 2022 eingestellt.

## Umsatzgenerierung
Voraussetzung für eine Listung bei Idealo ist der Abschluss eines Vertrags zwischen der Idealo Internet GmbH und dem Händler. Die Angebote werden vom Shop über CSV- und XML-Dateien an den Preisvergleich übermittelt und durch regelmäßige Updatezyklen aktualisiert.
Je nach vertraglicher Regelung bezahlt ein Online-Händler idealo für seine Dienstleistungen entweder einen festen Preis pro vermitteltem Besuch eines potenziellen Kunden oder einen zum realisierten Kundenumsatz prozentualen Preis. Dieser Preis ist zuletzt nach eigenen Angaben im Durchschnitt gestiegen. Für den Nutzer ist der Dienst kostenlos. Im Jahr 2018 erzielte idealo.de u. a. mit seinem Preisvergleichsdienst 113,3 Millionen Euro Umsatz.

## Rezeption
Die Website idealo.de erreichte mit Stand November 2014 laut Arbeitsgemeinschaft Online Forschung eine monatliche Reichweite von 4,5 Millionen Usern und war damit der meistgeklickte Preisvergleich in Deutschland. Im Ranking von Alexa Internet wurde idealo.de mit Stand Januar 2019 auf Rang 39 gelistet.
Das Verbrauchermagazin Guter Rat verlieh 2011 idealo.de gemeinsam mit geizhals.de das Urteil „sehr gut“ im Test unter zehn Preissuchmaschinen.
Platz 1 mit der Note „sehr gut“ erreichte idealo laut Computer – Das Magazin für die Praxis in einem Test von Preisvergleichen im Jahr 2012.
Die Verbraucherzentrale Nordrhein-Westfalen bezeichnete idealo als die „zuverlässigste“ von neun Preissuchmaschinen im Netz 2014.
In einem Test des Deutschen Instituts für Service-Qualität von 2014 wurde idealo.de zum Testsieger unter zehn Preissuchmaschinen gekürt.

## Rechtsstreitigkeiten

### Google
Die Idealo Internet GmbH hat im April 2019 vor dem Landgericht Berlin eine Schadensersatzklage in Höhe von 500 Millionen Euro gegen Google LLC eingereicht. Idealo wirft Google vor, seine marktbeherrschende Stellung als Suchmaschinenbetreiber massiv zu missbrauchen. Die geforderte Schadensersatzsumme kann sich im Laufe des jahrelang andauernden Verfahrens auch noch erheblich erhöhen. Die Klage stützt sich auf ein 2007 abgeschlossenes Kartellverfahren der Europäischen Union zum Dienst Google Shopping. Dieses Kartellverfahren endete mit einem 2,4 Milliarden Euro Rekord-Bußgeld zu Ungunsten Googles, das bislang (Stand Februar 2024) noch nicht rechtskräftig ist. Die Richter sahen den Vorwurf bestätigt, dass Google seinen eigenen Preisvergleichsdienst im Markt – zum Nachteil von Wettbewerben – regelwidrig durchgesetzt hat. Der ehemalige idealo-Geschäftsführer Philipp Peitsch gab sich zuletzt im August 2021 im Rahmen der OMKB Konferenz zuversichtlich, dass das bald zu erwartende Urteil klar und zu Gunsten von idealo ausfallen werde.

### Datenleck-Skandal 2022
Gemäß Recherchen des Südwestrundfunk (SWR) für die Sendung Plusminus waren Daten von Idealo-Kunden und anderen Online-Dienstleistern aufgrund einer Sicherheitslücke bei einem sogenannten Schnittstellen-Dienstleister drei Jahre lang öffentlich einsehbar. Gemäß SWR-Recherchen sei das Datenleck mit mehr als einer Million Datensätzen von über 700.000 Kunden im Sommer 2021 entdeckt und geschlossen worden. Die Kunden von Idealo, Tyre24, Kaufland, Crowdfox und anderen betroffenen Unternehmen seien über diese Geschehnisse nicht informiert worden.